# Wat Ik Wil (album)
Wat Ik Wil is het eerste en enige studioalbum van de Nederlandse zangeres Sarah. Het album werd in juni 2000 uitgebracht door BSUR Records en is geproduceerd door Ramon Braumuller en Tom Sijmons.

## Achtergrond
Sarah Geels speelde eind jaren '90 in de tv-musical Hé, Dat Kan Ik Ook van Marjan Berk en Ruud Bos. Tijdens haar optreden werd zij opgemerkt door zanger en acteur Eric Corton, die haar hierna een aantal keer liet optreden met zijn band. Corton bracht haar vervolgens in contact met producers Ramon Braumuller en Tom Sijmons van Virtual Noise Studio's.
Samen met de producers en Eric Corton werkte Sarah een jaar lang aan de ontwikkeling van een destijds unieke muziekstijl in de vorm van Nederlandstalige dancemuziek, gebracht in een concept van audio, video en internet. Op haar eigen website, sarah.nl, stond zij rond het uitbrengen van de eerste singles en het album via chat en webcam in contact met haar fans.

## Albumnummers
Credits met betrekking tot de albumnummers van Discogs.
| Nr. | Titel                        | Schrijver(s)                                     | Duur |
| --- | ---------------------------- | ------------------------------------------------ | ---- |
| 1.  | Labyrint                     | Ramon Braumuller, Tom Sijmons                    | 3:54 |
| 2.  | Vogelvrij                    | Christien Oele, Edwin Schimscheimer, Tom Sijmons | 4:45 |
| 3.  | Ik Laat Me Gaan              | Edwin Schimscheimer, Tom Sijmons                 | 3:45 |
| 4.  | Ik Besta                     | Tom Sijmons                                      | 3:15 |
| 5.  | Liever                       | Ramon Braumuller, Tom Sijmons                    | 4:38 |
| 6.  | Verlangen                    | Ramon Braumuller, Tom Sijmons                    | 4:12 |
| 7.  | Wat Ik Wil                   | Eric Corton, Ramon Braumuller, Tom Sijmons       | 4:25 |
| 8.  | Vuur En Water                | Ramon Braumuller, Tom Sijmons                    | 7:58 |
| 9.  | Waas van Licht               | Christien Oele, G.M. de Groot, Pieter Smeenk     | 4:18 |
| 10. | Onderweg                     | Ramon Braumuller, Tom Sijmons                    | 3:40 |
| 11. | Ik Laat Me Gaan (Akoestisch) | Edwin Schimscheimer, Tom Sijmons                 | 3:15 |

## Credits
Credits voor Wat Ik Wil van Discogs.
- Sarah Geels - leadzang
- Tom Beek - saxofoon Ik Laat Me Gaan (Akoestisch)
- Ramon Braumuller - producer
- Xander Buvelot - bas Liever en Ik Laat Me Gaan (Akoestisch)
- Pascal Duval - art direction
- Eric van den Elsen - fotografiewerk albumcover
- Fabiana Engelspel - viool Vogelvrij en Wat Ik Wil
- Cindy Lensvelt - achtergrondzang Labyrint en Verlangen
- Christien Oele - rap Vogelvrij
- Huig Ouwehand - bas Labyrint en Ik Laat Me Gaan
- Edwin Schimscheimer - keyboard Vogelvrij en Ik Laat Me Gaan
- Peter Scholtens - gitaar Verlangen
- Tom Sijmons - producer
- Peter Tiehuis - bas Vogelvrij
- Nicole de Werk - styling

## Hitnoteringen
| Album      | Hoogste positie |
| ---------- | --------------- |
| Wat Ik Wil | 94              |

| Single          | Hoogste positie |
| --------------- | --------------- |
| Ik Laat Me Gaan | 67              |
| Labyrint        | 73              |
| Liever          | 38              |